# Hallåstjärnen (Bergs socken, Jämtland)
Hallåstjärnen är en sjö i Bergs kommun i Jämtland och ingår i Ljungans huvudavrinningsområde. Sjön har en area på 0,204 kvadratkilometer och ligger 500,3 meter över havet.

## Delavrinningsområde
Hallåstjärnen ingår i det delavrinningsområde (696446-141398) som SMHI kallar för Mynnar i Fuan. Medelhöjden är 599 meter över havet och ytan är 55,31 kvadratkilometer. Det finns inga avrinningsområden uppströms utan avrinningsområdet är högsta punkten. Lill-Fuan som avvattnar avrinningsområdet har biflödesordning 3, vilket innebär att vattnet flödar genom totalt 3 vattendrag innan det når havet efter 240 kilometer. Avrinningsområdet består mestadels av skog (64 procent) och sankmarker (28 procent). Avrinningsområdet har 0,21 kvadratkilometer vattenytor vilket ger det en sjöprocent på 0,4 procent.